# Czesław Gartych
Czesław Gartych (ur. 21 maja 1923 w Konstantynowie k. Pińska) – polski polityk, działacz lokalny, zwany "budowniczym Moniek".
Uczęszczał do gimnazjum w Pińsku. Podczas II wojny światowej został zabrany na roboty do III Rzeszy, a po powrocie osiedlił się w Brańsku, gdzie podjął pracę w urzędzie.
Następnym miejscem jego działalności były Mońki, gdzie 2 lutego 1958 został wybrany na Przewodniczącego Prezydium Powiatowej Rady Narodowej. Miejscowość ta była wsią, którą decyzją władz planowano przekształcić w miasteczko socjalistyczne. Została także siedzibą powiatu monieckiego. Uznaje się go za osobę, której aktywność wywarła pozytywny wpływ na rozwój miejscowości i okolicy – inicjował budowę niezbędnej infrastruktury, także zachęcając do czynów społecznych. W czasie jego przewodnictwa rozpoczęto lub ukończono budowę kanalizacji i wodociągów, szpitala, szkół (w tym liceum), a także kilku przedsiębiorstw. Pełnił funkcje prezesa klubu sportowego LKS Promień Mońki. O jego popularności miało świadczyć nazywanie Moniek "Gartychowem". 
W niejasnych okolicznościach nie został dopuszczony do wyborów po kolejnej kadencji i opuścił Mońki. 
Ożenił się ze Stanisławą, z którą miał dzieci: Danutę, Zbigniewa i Leszka. Synowie brali udział w odsłonięciu tablicy pamiątkowej, związanej z nadaniem głównemu skwerowi w Mońkach imienia ojca.